# Чжэн Ичай
Чжэн Ичай (кит. упр. 郑怡钗, пиньинь Zhèng Yíchāi; род. 1 февраля 1998, Шэнчжоу, Чжэцзян) — китайская лучница, победительница этапов Кубка мира, бронзовый призёр финала Кубка мира, двукратный серебряный призёр чемпионата Азии.

## Карьера
Чжэн Ичай родилась 1 февраля 1998 года.
В 2019 году завоевала медали на двух этапах Кубка мира, в Шанхае выиграв серебряную медаль в составе сборной Китая на командном турнире, а затем — в Анталье — победив в личном разряде. В финале китайская лучница победила россиянку Саяну Цыремпилову со счётом 6:4 по сетам. Хотя на этапе в Берлине она не завоевала медалей, став 33-й в личном турнире и 9-й в командном, ей удалось пройти квалификацию в финал Кубка мира в Москве. В столице России Чжэн заняла третье место, победив в матче за бронзу соотечественницу Ань Цисюань.
На чемпионате мира в Хертогенбосе заняла девятые места в личном и парном первенствах, а в командном женском стала четвёртой.
В индивидуальных соревнованиях на чемпионате Азии китайская лучница сумела выйти в финал, но уступила кореянке Кан Чхэ Ён и стала серебряным призёром. Также второе место заняла и сборная Китая в командных соревнованиях, куда помимо Чжэн Ичай вошли Цао Хуэй и Лун Сяоцин.
На 31 декабря 2019 года занимает третье место в мировом рейтинге стрелков из олимпийского лука.